# Баня (Благоевградская область)
Баня (болг. Баня) — село в Благоевградской области Болгарии. Входит в состав общины Разлог. Находится примерно в 5 км к востоку от центра города Разлог, на таком же расстоянии от горнолыжного курорта Банско и примерно в 39 км к юго-востоку от центра города Благоевград. По данным переписи населения 2011 года, в селе  проживало 2857 человек.

## Баня — курортный центр Болгарии
В районе села насчитывается около 70 минеральных источников с температурой воды более 55 градусов. Воды применяются при лечении заболеваний опорно-двигательного аппарата, дыхательных путей, нервных и кожных заболеваний .

## Достопримечательности
В селе имеются древние термальные сооружения, в том числе сооруженная в XVI-XVII веках так называемая «Римская баня». Частично сохранилась настенная роспись церкви Св. Георгия, построенной в 1834 году. Определенный интерес для туристов представляет также установленный на центральной улице трехметровый гранитный памятник Ленину, беседующему с Георгием Димитровым  (архитектор Иван Димов, скульптор Георги Гергов). Памятник, сооруженный на средства уроженца села, бизнесмена Костадина Калчова, был торжественно открыт в 1967 году. Считается, что аналогов ему в Болгарии не сохранилось .

## Население
| Год     | 1934 | 1946 | 1956 | 1965 | 1975 | 1985 | 1992 | 2001 | 2011 |
| ------- | ---- | ---- | ---- | ---- | ---- | ---- | ---- | ---- | ---- |
| Жителей | 1580 | 1805 | 1869 | 2150 | 2517 | 2782 | 2829 | 2818 | 2857 |

| Национальность  | Человек | Процент |
| --------------- | ------- | ------- |
| болгары         | 2459    | 88,52%  |
| турки           | 14      | 0,5%    |
| цыгане          | 284     | 10,22%  |
| другие          | 9       | 0,32%   |
| не определились | 12      | 0,43%   |
| Всего ответов   | 2778    |         |

|  |

## Интересные факты
По некоторым сведениям, знаменитый болгарский просветитель Неофит Рильский родился не в Банско (где находится его дом-музей), а именно в селе Баня . Его имя носит главная улица села (все остальные не имеют названий, а только номера).